# Geschiedenis van Malta
Dit artikel behandelt de geschiedenis van Malta.

## Vroege geschiedenis

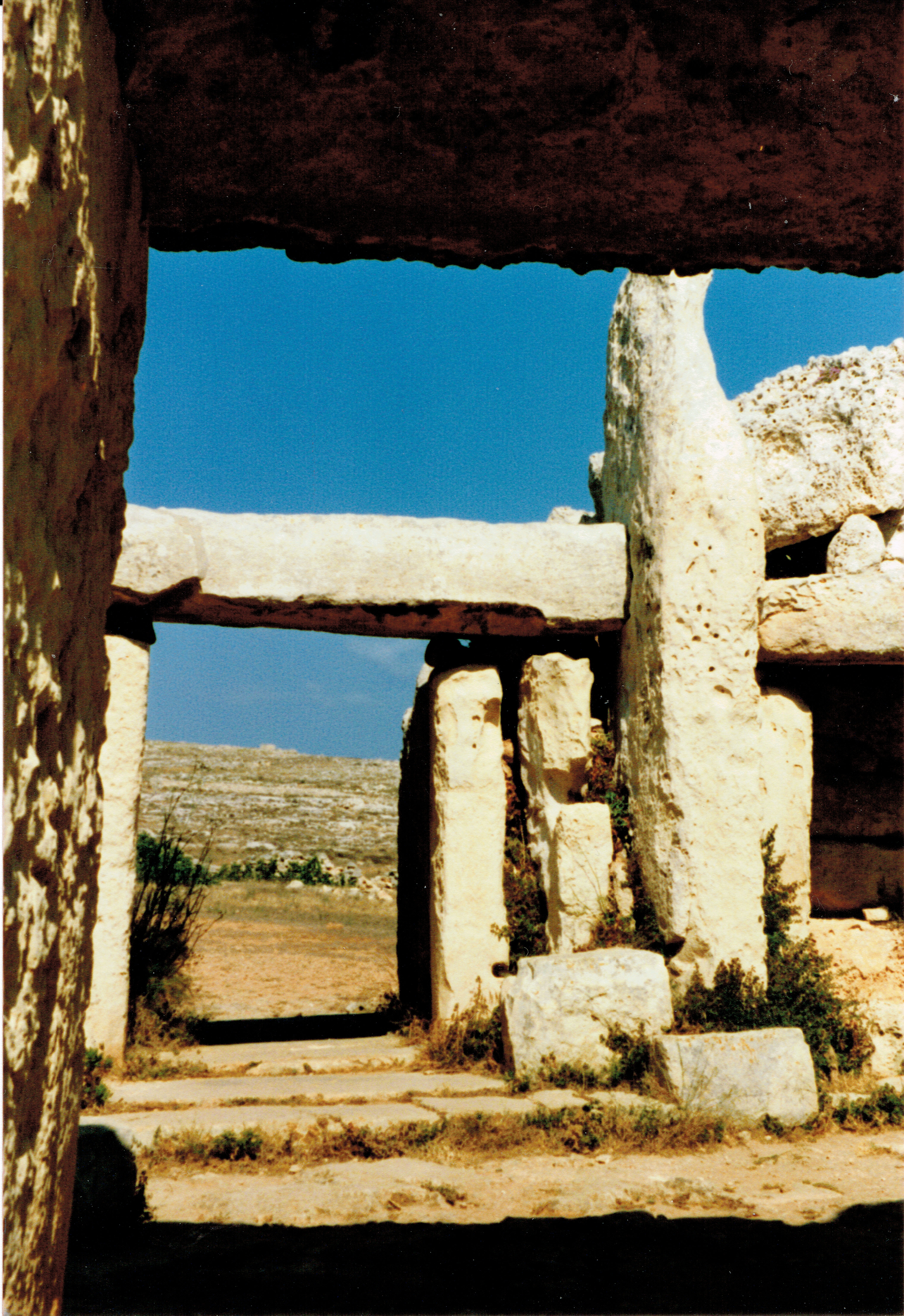
Prehistorische tempels van Mnajdra.

Malta heeft een zeer lange geschiedenis, die begon in de prehistorie, toen het eiland waarschijnlijk voor het eerst is gekoloniseerd rond 5200 voor Christus door kolonisten uit Sicilië. Op de eilanden Malta en Gozo staan prehistorische opzichzelfstaande bouwwerken zoals de megalithische Tempel van Tarxien, gebouwd tussen 3500 en 2500 v.Chr., de tempels van Ħaġar Qim en Mnajdra en de op het eiland Gozo gelegen tempel van Ġgantija. Deze bouwwerken zijn ouder dan de piramiden in Egypte, en ook ouder dan Stonehenge. De tempel van Ħaġar Qim is zodanig gebouwd dat hij de tijd aangeeft, wat hem tot een zeer bijzondere tempel maakt die in dit opzicht wellicht uniek is in de wereld. Verder bevindt zich in Paola het Hypogeum, een in de ondergrond uitgehakt heiligdom met meerdere diepteniveaus.

## Oudheid
Rond 1000 voor Christus kwamen ook de Feniciërs uit Tyrus en 200 jaar later stichtten Grieken een nederzetting met de naam Melite (Μελίτη), dat 'honingzoet' betekent en refereerde aan een inheemse bijenvariëteit.
Rond het jaar 400 voor Christus viel Malta in handen van Carthago.
In 217 v.Chr., tijdens een van de Punische oorlogen, werd Malta veroverd door de Romeinen. Het zou Romeins blijven tot de val van het Romeinse Rijk.
De evangelist Lucas beschrijft in Handelingen 27-28 dat de apostel Paulus op het eiland Malta schipbreuk leed. Hoewel Lucas niet schrijft dat Paulus op het eiland evangeliseerde, wordt Paulus vereerd als de beschermheilige van Malta, omdat hij er het evangelie zou hebben gebracht. Volgens de Maltezen vond zijn schipbreuk plaats in het jaar 60 in St. Paul's Bay.
Malta komt rond 395 onder Byzantijnse invloedssferen, vooruitlopend op de scheuring van het Romeinse Rijk die dan ophanden is.

## Middeleeuwen en nieuwe tot nieuwste tijd
Rond 870 werd Malta in bezit genomen door de islamitische Arabieren, die het Siciliaans-Arabisch, de voorloper van het Maltees introduceerden. Het eiland werd een deel van het emiraat Sicilië.
In 1091 werd Malta door de Normandiërs - onder leiding van Rogier I van Sicilië - veroverd. In een eerste periode moest het Arabische bestuur alleen belasting betalen aan de Normandiërs. In 1127 verving Rogier II van Sicilië het Arabische door een Normandisch bestuur en werd Malta een deel van het koninkrijk Sicilië. In 1224, onder het bewind van Frederik II van Hohenstaufen, werden de overgebleven moslims verdreven.
Tussen 1282 en 1409 was Sicilië inclusief Malta onderdeel van het koninkrijk Aragon, en daarna van de Kroon van Aragón. Malta werd als een apart graafschap tijdens de Aragonese periode bestuurd.
Het inmiddels steeds christelijker geworden eiland werd op 23 maart 1530 door keizer Karel V aan de orde van de johannieters geschonken. Deze orde wordt van dan af ook Maltezer Orde genoemd. De Orde bouwde de grote vestingen in onder meer Valletta, Mdina en in Rabat op Gozo.
In 1798 bezetten de napoleontische legers, op weg naar Egypte, Malta. In 1800 werd het eiland ingenomen door de Britten. Het vormde voor deze laatste een uitgelezen marinebasis in de Middellandse Zee die ze - ook al hadden ze er officieel geen recht op - niet vlug zouden prijsgeven. In 1815, tijdens het Congres van Wenen besloot men op basis van dubieuze handelingen van de Maltezerorde, deze haar rechten op het eiland te ontnemen. Alzo werd het eiland gedurende bijna twee eeuwen een Britse kolonie.

## Eigentijdse geschiedenis
Tijdens de Tweede Wereldoorlog werd Malta zwaar gebombardeerd en beschoten door de Duitse Luftwaffe, vooral tijdens de Slag om Malta. De Britse koning verleende het eiland een hoge onderscheiding voor dapperheid, het George Cross. Het is sindsdien gebruikelijk om brieven te adresseren met "Malta G.C." Het George Cross kreeg ook een plaats in het wapen en op de vlag.
Malta was een Britse kolonie tot de onafhankelijkheid binnen het Britse gemenebest op 21 september 1964.
Tot 1974 was de Britse vorstin het staatshoofd van de Staat Malta; daarna werd het land een republiek.
Malta is op 1 mei 2004 toegetreden tot de Europese Unie. Op 1 januari 2008 is officieel de euro ingevoerd als wettig betaalmiddel.